# NGC 1696
NGC 1696 (другое обозначение — ESO 56-SC4) — шаровое звёздное скопление в созвездии Золотой Рыбы, расположенное в Большом Магеллановом Облаке. Открыто Джоном Гершелем в 1834 году. Описание Дрейера: «очень тусклый, вытянутый объект, немного более яркий в середине». 
Одна из особенностей скопления состоит в том, что большинство звёзд в нём имеет возраст 1,5 миллиарда лет, но есть поколение возрастом в 500 миллионов лет — предположительно, они попали в скопление извне.
Этот объект входит в число перечисленных в оригинальной редакции «Нового общего каталога».